# Episoriculus caudatus
Episoriculus caudatus là một loài động vật có vú trong họ Chuột chù, bộ Soricomorpha. Loài này được Horsfield mô tả năm 1851.